# Maculinea supraimpunctata
Maculinea supraimpunctata är en fjärilsart som beskrevs av Charles Oberthür 1896. Maculinea supraimpunctata ingår i släktet Maculinea och familjen juvelvingar. Inga underarter finns listade i Catalogue of Life.